# Марђан Сатрапи
Марђан Сатрапи (фр. Marjane Satrapi; Рашт (Иран), 22. новембар 1969) је француска илустраторка, књижевница и редитељка иранског порекла. Светску славу и бројне награде донео јој је Графички роман Персеполис, први ирански стрип у историји.

## Биографија
Марђан Сатрапи рођена је 1969. године у иранском граду Решту. Мајка јој је праунука персијског шаха из династије Кађар, који је владао од 1848. до 1896. године, , али образовање дугује родитељима, марксистима из средњег сталежа, који су охрабривали њену индивидуалност. Одрасла је у Техерану, где је похађала француску школу. Године 1983. родитељи је шаљу у Беч, у жељи да је заштите од политичких превирања у земљи. Марђан у Бечу наставља школовање. Факултет ликовне уметности уписује у Ирану, а затим одлази у Француску, где наставља студије. Током студија почиње да ради као илустратор књига за децу.
Марђан Сатрапи детаљно је описала своју биографију у графичком роману Персеполис, који јој је донео светску славу и бројне награде. Ово дело је уједно и први ирански стрип у историји.
Данас живи са супругом у Паризу. Бави се писањем графичких романа, књига за децу, сценарија, али и филмском режијом.

### Српска издања
- Персеполис, 1. Београд: Фабрика књига. 2006. ISBN 86-7718-041-9. 132851212
- Персеполис, 2. Београд: Фабрика књига. 2007. ISBN 978-86-7718-062-1. 143390988
- Персеполис, 3. Београд: Фабрика књига. 2008. ISBN 978-86-7718-076-8. 150439436
- Персеполис, 4. Београд: Фабрика књига. 2008. ISBN 978-86-7718-077-5. 150440204

## Филмска уметност
Своје ангажовање на филму Марђан Сатрапи започела је анимираним филмом, адаптацијом графичког романа Персеполис. Енглеска верзија овог филма номинована је за Оскара за најбољи анимирани филм 2008. године. Сатрапи је била прва жена која је номинована за ову награду. Међутим, на инсистирање иранске владе овај филм је уклоњен са Међународног филмског фестивала у Бангкоку. Филм Персеполис остварио је велики успех, како код публике, тако и код критике. Био је у номинацији за Награду Сезар за најбољи филм 2008. године.
Други филм марђан Сатрапи је адаптација њеног романа Poulet aux prunes (Пилетина са шљивама). Овај филм приказан је и на фестивалу Кустендорф 2012. године. Иначе. Марђан Сатрапи је била председница жирија Кустендорфа 2010 године.

## Филмографија
| Година | Филм                | Редитељ | Сценариста | Напомене |
| ------ | ------------------- | ------- | ---------- | --- |
| 2007   | Персеполис          | Да      | Да         | Заједно са Венсаном Паранауом (Vincent Paronnaud) Номинован - Оскар за најбољи анимирани филм Номинован - БАФТА за најбољи страни филм Номинован - БАФТА за најбољи анимирани филм Номинован - Златни глобус за најбољи филм на страном језику |
| 2011   | Пилетина са шљивама | Да      | Да         | Заједно са Венсаном Паранауом |
| 2012   | Gang of the Jotas   | Да      | Да         | Такође и глумила у филму |
| 2014   | Гласови             | Да      | Не         | |
| 2020   | Радиоактивна        | Да      | Не         | Биографски филм о Марији Кири |